# Tvarožná (Slovacchia)
Tvarožná (in ungherese Duránd, in tedesco Durelsdorf, in latino Durandi Villa) è un comune della Slovacchia facente parte del distretto di Kežmarok, nella regione di Prešov.

## Storia
Il villaggio viene per la prima volta menzionato nel 1268.